# Rendez-moi justice
Pour plus de détails, voir Fiche technique et Distribution.
Rendez-moi justice (Alibi) est un film de procès allemand réalisé par Alfred Weidenmann, sorti en 1955.

## Synopsis
Comme reporter en chef de l'Express, Peter Hansen rend compte des événements dans le monde. Il couvre actuellement les essais nucléaires américains. Roland, reporter local, est en pleine tourmente. L'épouse du célèbre scientifique Dr. Overbeck a été assassinée. Roland a assisté à l'arrestation du meurtrier présumé. Mais Hansen, qui n'a pas d'intérêt pour les faits divers, couvre l'affaire en dix lignes puis repart en reportage.
Hansen revient à Hambourg après quelques mois. Il trouve dans sa boîte aux lettres une convocation pour être juré dans le procès pour assassinat du Dr. Overbeck. L'accusé s'appelle Harald Meinhardt. Le jeune homme était l'amant de la riche épouse. Réfugié et orphelin, il pensait qu'elle était l'amour de sa vie. Le mari a appris la liaison. Après une confrontation avec Meinhardt et une réunion des trois personnes, Mme Overbeck est retrouvée assassinée. Les éléments contre Meinhardt semblent incontestables. Bien qu'il nie le meurtre, il est condamné à dix ans de maison de correction.
Hansen, qui entre-temps s'est remis en question sur son métier de journaliste, est le seul juré à ne pas avoir voté pour la condamnation. Il croit en l'innocence de Meinhardt et commence à mener sa propre enquête. Quand il veut la publier, il entre en conflit avec son éditeur. Mais quand Hansen trouve des preuves supplémentaires, il peut commencer une campagne de presse dans l'Express, menant à la découvert du véritable meurtrier : Overbeck. Harald Meinhardt est libéré.

## Fiche technique
- Titre : Rendez-moi justice
- Titre original : Alibi
- Réalisation : Alfred Weidenmann, assisté de Wieland Liebske
- Scénario : Herbert Reinecker
- Musique : Hans-Martin Majewski
- Direction artistique : Rolf Zehetbauer
- Photographie : Helmuth Ashley
- Son : Hans Löhmer
- Montage : Carl Otto Bartning
- Production : Friedrich A. Mainz (de)
- Sociétés de production : Fama-Film
- Société de distribution : Europa-Filmverleih AG
- Pays de production :  Allemagne de l'Ouest
- Langue : allemand
- Format : Noir et blanc - 1,37:1 - Mono - 35 mm
- Genre : Film de procès
- Durée : 103 minutes
- Dates de sortie :
  - Allemagne de l'Ouest : 30 décembre 1955.
  - Belgique : 27 avril 1956.
  - France : 11 octobre 1960[1].

## Distribution
- O. E. Hasse : Peter Hansen
- Martin Held : Dr. Overbeck
- Hardy Krüger : Harald Meinhardt
- Eva-Ingeborg Scholz : Inge Römer
- Gisela von Collande : Mme Hansen
- Charles Brauer : Walter Hansen, le fils
- Almut Rothweiler : Mme Overbeck
- Walter Werner : Le père de Harald Meinhardt
- Peer Schmidt : Roland
- Ernst Waldow : Le commissaire Lukkas
- Jan Hendriks : Berthold
- Helga Roloff : Dr. Klausen
- Franz-Otto Krüger : Vilessen
- Siegfried Schürenberg : Le président de la Cour
- Franz Essel : Le procureur général
- Hermann Holve : L'avoact des parties civiles
- Hans-Albert Martens : L'avocat de la défense
- Helmuth Rudolph : von Pleskau, le rédacteur en chef
- Charles Regnier : Dietmar
- Ludwig Linkmann : Becker, le rédacteur local
- Claus Götze-Claren : Un journaliste
- Heinz Giese : Un journaliste
- Alexander Welbat : Un journaliste
- Maria Sebaldt : La journaliste de mode
- Maly Delschaft : Mme Wilke
- Alexa von Porembsky : Maria, la femme de ménage
- Stanislav Ledinek : Brockmann, le patron de bar
- Arno Paulsen : Le chauffeur de taxi
- Walter Tarrach : Dr. Fischer
- Alfred Maack : Beermann, commerçant
- Kurt Weitkamp : Wichmann, commissaire criminel
- Alexander Hunzinger : Le crieur
- Hans Henningsen : Un marin
- Fany Spornitz : Dr. Brandt
- Friedrich Maurer : Lieske
- Valentin Klaus : Dahl, agriculteur
- Wilfried Fraß : Stolle, carreleur
- Walter Bluhm : L'officier de justice
- Hans Hessling : L'invité du bar

## Source de traduction
- (de) Cet article est partiellement ou en totalité issu de l’article de Wikipédia en allemand intitulé « Alibi (1955) » (voir la liste des auteurs).